# 영명사 (평양)

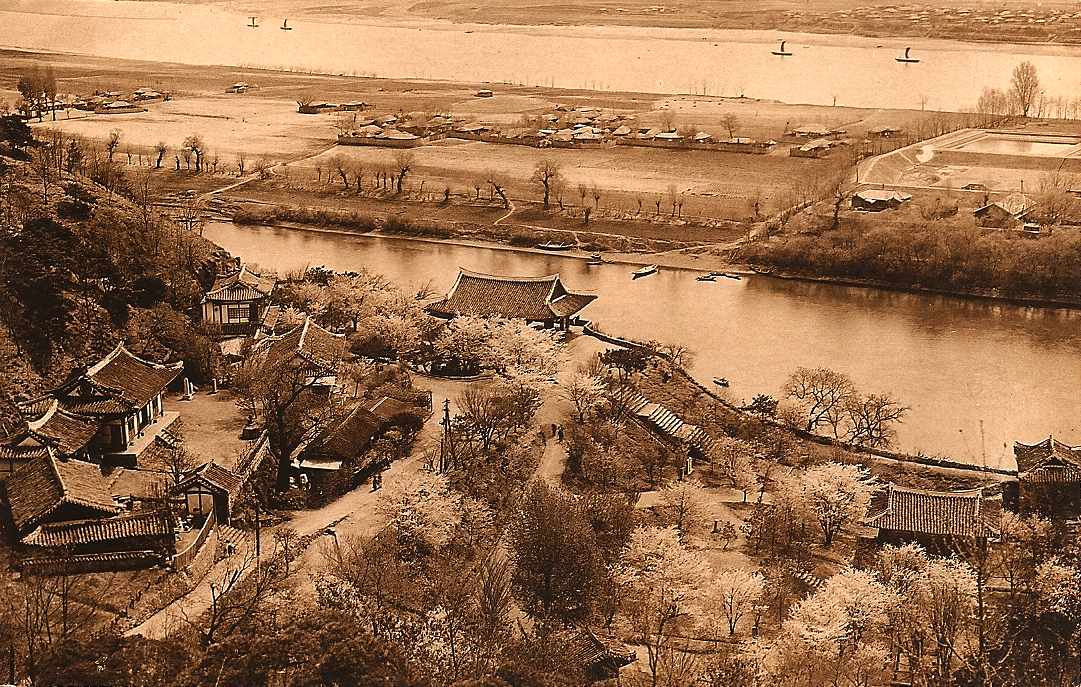
일제시대때 찍은 영명사. 영명사는 유서깊은 사찰이었다.

영명사(永明寺)는 평양 금수산에 있던 불교 사찰이다. 조선 시대와 일제강점기 동안 인근의 법흥사와 함께 평안남도 지역을 대표하는 큰 절이었다.
영명사는 평양 중심지인 모란봉구역의 모란봉 언덕에 있다. 모란봉은 조선8경 중 하나로 꼽히는 곳이다. 영명사는 대동강과 능라도, 평양 시내를 한눈에 내려다보며 풍류를 즐길 수 있는 장소에 지어져 예전부터 명승지로 유명했다. 평양8경 중에는 영명사와 함께 영명사 아랫쪽에 지어진 부속 건물인 부벽루의 달맞이도 들어 있다. 또다른 평양 8경인 을밀대도 인근에 있다.
창건 연대는 분명치 않으나 고구려 광개토왕 때 지어진 것으로 기록된 9개의 절 중 하나라는 전승이 있다. 김시습은 영명사가 고구려 동명성왕의 구제궁(九梯宮)이라고 언급했다. 고려 말기에 이색이 영명사와 부벽루를 소재로 지은 회고조의 시가 전해지는 등 뛰어난 풍치로 문학 작품에도 자주 등장했다. 조선 영조 때의 규방문학 작품인 《의유당일기》에는 〈영명사득월루상량문〉이라는 제목으로 영명사 부속 득월루의 상량문을 번역한 글도 남아 있다.
영명사는 청일 전쟁으로 큰 피해를 당해 다시 지은 것이 한국 전쟁 때 완전히 전소되어 흔적이 없어졌고, 지금은 부벽루와 팔각오층석탑, 만경대구역의 부속 암자인 법운암만 남아 있다. 영명사 자리에는 요양원이 들어서 부벽루까지 관리하고 있는 것으로 알려졌다.

## 갤러리

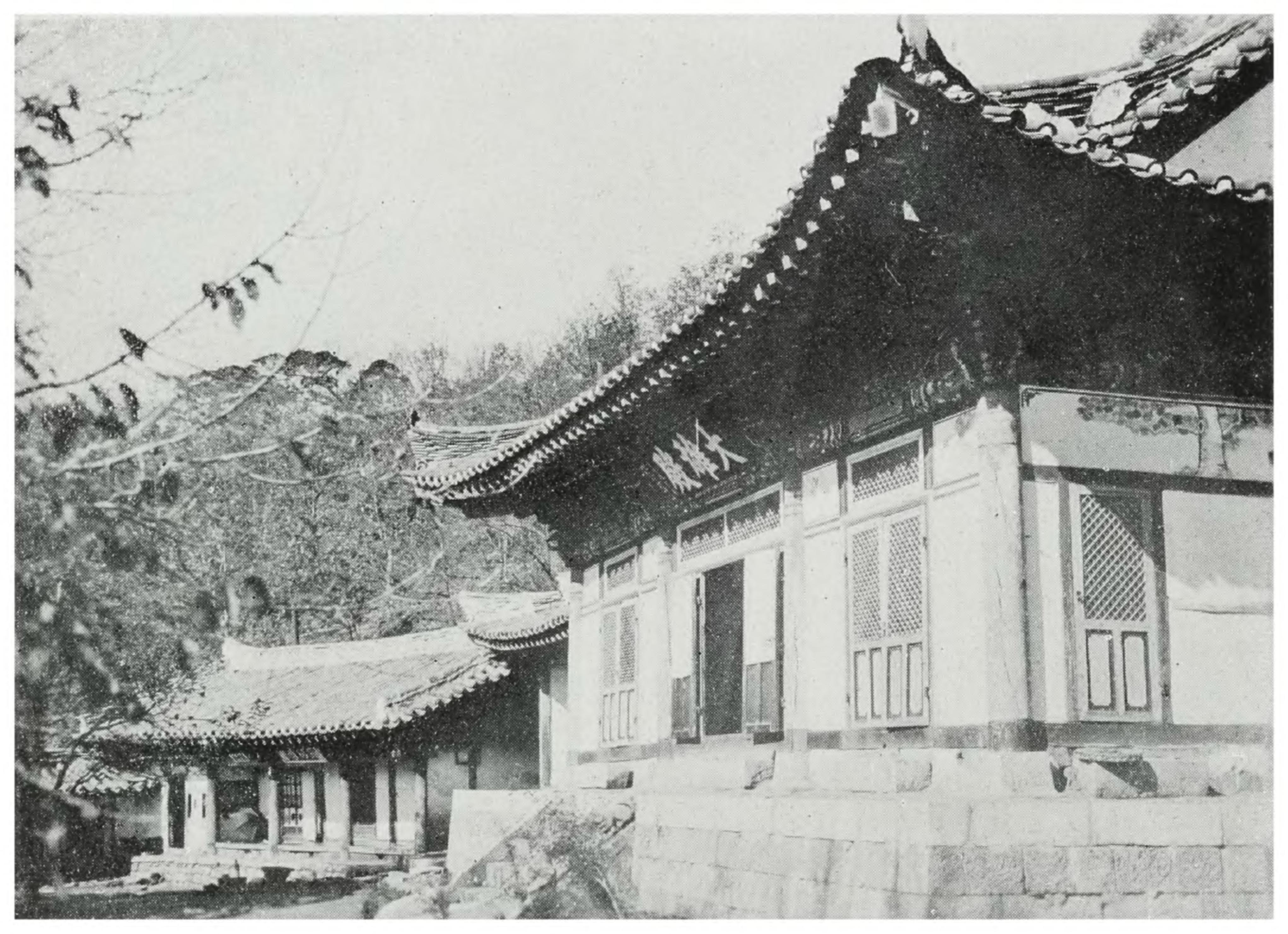
해방전 영명사 대웅전의 모습
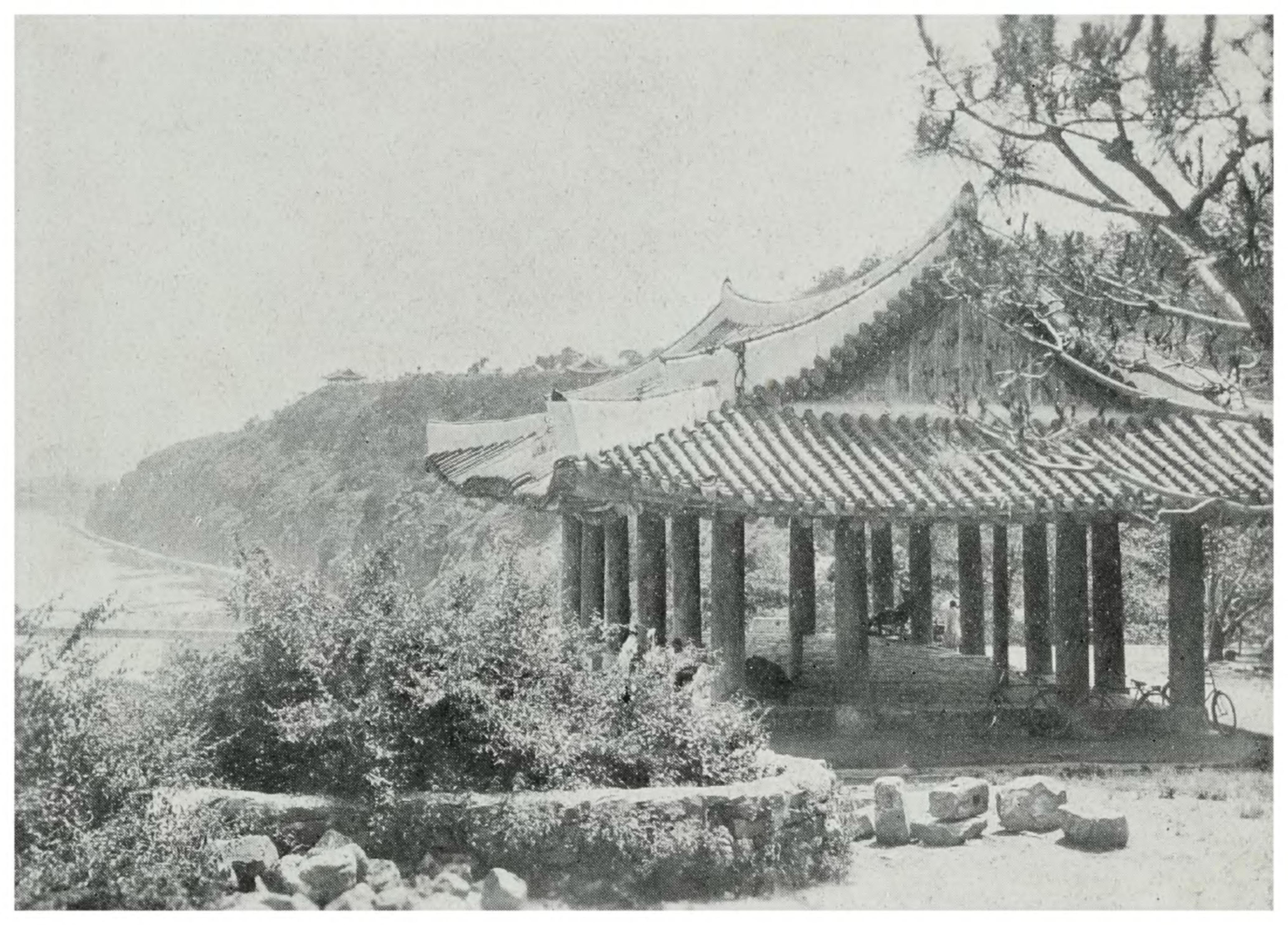
부벽루. 왼편 아래로 벽라교가 보인다.
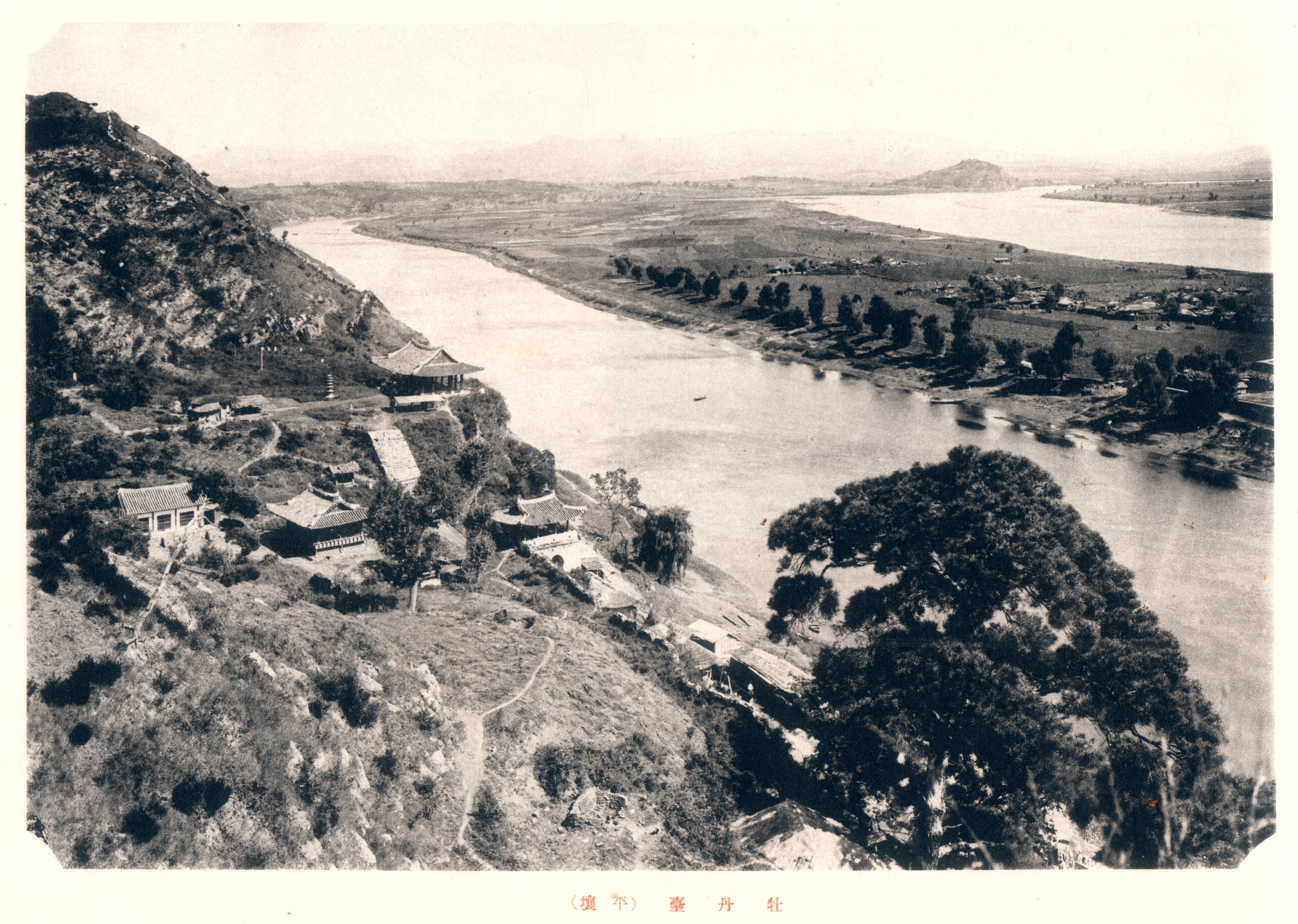
1921년의 부벽루와 영명사 일대 및 능라도 사진
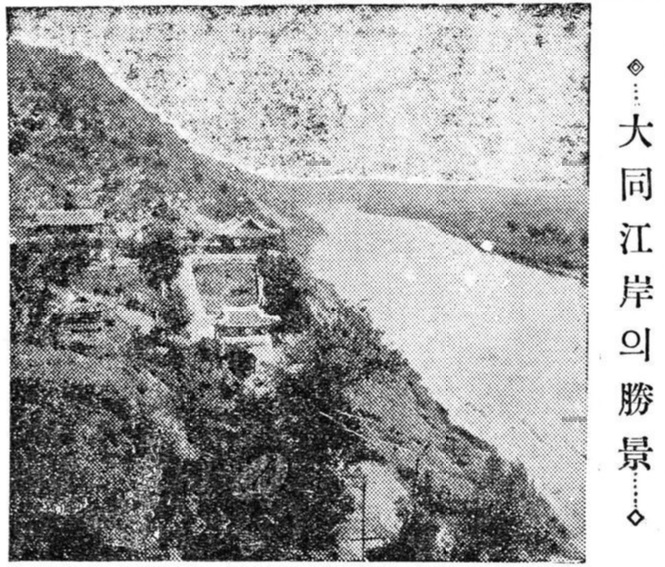
1933-08-13 일자 동아일보(東亞日報)의 평양 영명사(永明寺)와 부벽루(浮碧樓) 사진
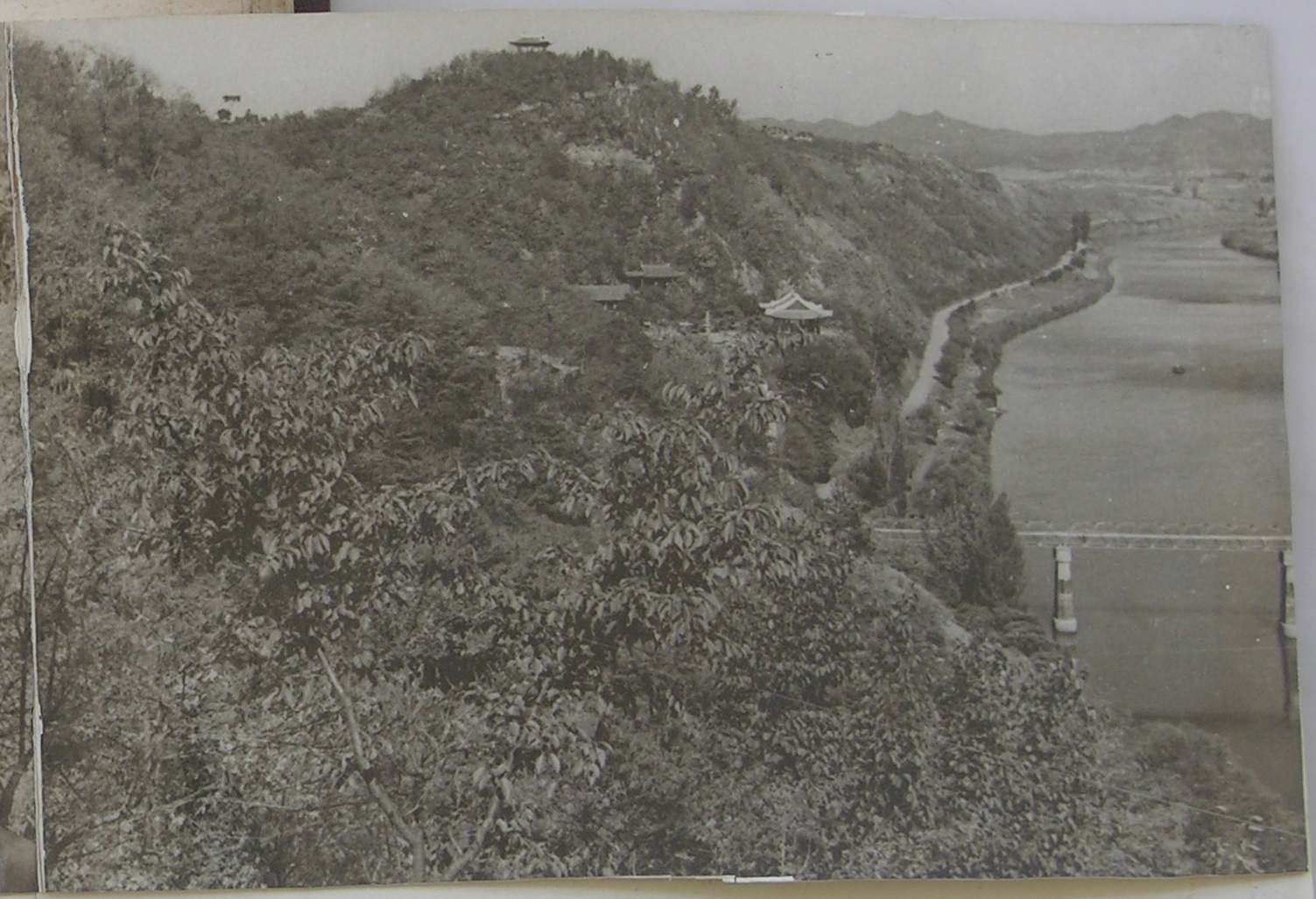
1949년의 모란봉 일대. 영명사, 부벽루와 벽라교가 보인다.

## 참고 문헌
- 금수산
- 정태혁 (1979년 2월). “북한사찰지상순례기 22 : 평양 영명사를 찾아서”. 《북한》: 99~103.